# Eleição presidencial no Brasil em 2006
A eleição presidencial de 2006 no Brasil foi realizada em dois turnos. O primeiro aconteceu em 1 de outubro de 2006, e o segundo em 29 de outubro de 2006, ambos em domingos. Foi a quinta eleição presidencial do país após a promulgação da Constituição Federal de 1988.

## Contexto histórico
As eleições de 2006 aconteceram em meio a uma nítida reorganização das forças políticas do país. Nas eleições gerais anteriores, após três tentativas consecutivas, o Partido dos Trabalhadores (PT), representado pelo seu candidato Luiz Inácio Lula da Silva chegava pela primeira vez à Presidência da República, em meio a um temor generalizado por parte do mercado financeiro internacional com relação a riscos de desestabilização econômica e descumprimento de contratos. O Partido da Social-Democracia Brasileira, que ocupara anteriormente o cargo durante oito anos, viu sua força política reduzida à medida que o novo governo passava a assumir uma política econômica próxima à do ex-presidente Fernando Henrique Cardoso.
À época foi iniciada a cogitação de que o PT tomava o lugar do PSDB como representante do Brasil da social-democracia.[carece de fontes?] Posteriormente, constatou-se que isto ocorreu à medida em que as políticas de governo do PT foram nesta linha e o PSDB abandonou a social-democracia e tornou-se um partido mais à direita.

## Candidatos
Nota: a tabela a seguir está organizada por ordem alfabética de candidatos.
| Presidente                           | Presidente | Presidente | Cargo político anterior                     | Vice-presidente     | Vice-presidente | Vice-presidente | Coligação                            | Número eleitoral | Tempo de horário eleitoral |
| Candidato                            | Partido    | Partido    | Cargo político anterior                     | Candidato           | Partido         | Partido         | Coligação                            | Número eleitoral | Tempo de horário eleitoral |
| ------------------------------------ | ---------- | ---------- | ------------------------------------------- | ------------------- | --------------- | --------------- | ------------------------------------ | ---------------- | -------------------------- |
| Ana Maria Rangel (Campanha)          |            | PRP        | Sem cargo político anterior                 | Delma Gama e Narici |                 | PRP             | Sem coligação                        | 44               |                            |
| Cristovam Buarque (Campanha)         |            | PDT        | Senador pelo Distrito Federal (2003-2019)   | Jefferson Peres     |                 | PDT             | Sem coligação                        | 12               | 2 minutos e 23 segundos    |
| Geraldo Alckmin (Campanha)           |            | PSDB       | Governador de São Paulo (2001-2006)         | José Jorge          |                 | PFL             | Por um Brasil Decente (PSDB, PFL)    | 45               | 10 minutos e 22 segundos   |
| Heloísa Helena (Campanha)            |            | PSOL       | Senadora por Alagoas (1999-2007)            | César Benjamin      |                 | PSOL            | Frente de Esquerda (PSOL, PCB, PSTU) | 50               | 1 minuto e 11 segundos     |
| José Maria Eymael (Campanha)         |            | PSDC       | Deputado federal por São Paulo (1986-1995)  | José Paulo Netto    |                 | PSDC            | Sem coligação                        | 27               |                            |
| Luciano Bivar (Campanha)             |            | PSL        | Deputado federal por Pernambuco (1999-2003) | Américo de Souza    |                 | PSL             | Sem coligação                        | 17               |                            |
| Luiz Inácio Lula da Silva (Campanha) |            | PT         | Presidente do Brasil (2003-2011)            | José Alencar        |                 | PRB             | A Força do Povo (PT, PRB, PCdoB)     | 13               | 7 minutos e 21 segundos    |

### Candidaturas indeferidas
| Presidente                   | Presidente | Presidente | Cargo político anterior     | Vice-presidente      | Vice-presidente | Vice-presidente | Coligação     | Número eleitoral | Tempo de horário eleitoral |
| Candidato                    | Partido    | Partido    | Cargo político anterior     | Candidato            | Partido         | Partido         | Coligação     | Número eleitoral | Tempo de horário eleitoral |
| ---------------------------- | ---------- | ---------- | --------------------------- | -------------------- | --------------- | --------------- | ------------- | ---------------- | -------------------------- |
| Rui Costa Pimenta (Campanha) |            | PCO        | Sem cargo político anterior | Pedro Paulo de Abreu |                 | PCO             | Sem coligação | 29               |                            |

## Resultados
| Candidato(a)                   | Vice                            | 1º turno 1 de outubro de 2006 | 1º turno 1 de outubro de 2006 | 2º turno 29 de outubro de 2006 | 2º turno 29 de outubro de 2006 |
| Candidato(a)                   | Vice                            | Votação Fonte: TSE            | Votação Fonte: TSE            | Votação Fonte: TSE             | Votação Fonte: TSE             |
| Candidato(a)                   | Vice                            | Total                         | Percentagem                   | Total                          | Percentagem                    |
| ------------------------------ | ------------------------------- | ----------------------------- | ----------------------------- | ------------------------------ | ------------------------------ |
| Luiz Inácio Lula da Silva (PT) | José Alencar (PRB)              | 46 662 365                    | 48,60%                        | 58 295 042                     | 60,83%                         |
| Geraldo Alckmin (PSDB)         | José Jorge (PFL)                | 39 968 369                    | 41,62%                        | 37 543 178                     | 39,17%                         |
| Heloísa Helena (PSOL)          | César Benjamin (PSOL)           | 6 575 393                     | 6,85%                         |                                |                                |
| Cristovam Buarque (PDT)        | Jefferson Péres (PDT)           | 2 538 844                     | 2,64%                         |                                |                                |
| Ana Maria Rangel (PRP)         | Delma Gama e Narcini (PRP)      | 126 404                       | 0,13%                         |                                |                                |
| José Maria Eymael (PSDC)       | José Paulo da Silva Neto (PSDC) | 63 294                        | 0,07%                         |                                |                                |
| Luciano Bivar (PSL)            | Américo de Souza (PSL)          | 62 064                        | 0,06%                         |                                |                                |
| Rui Costa Pimenta (PCO)        | Pedro Paulo Pinheiro (PCO)      | 0                             | 0,00%                         |                                |                                |
| Total de votos válidos         | Total de votos válidos          | 96 022 502                    | 91,61%                        | 95 838 220                     | 93,96%                         |
| Votos em branco                | Votos em branco                 | 2 866 205                     | 2,73%                         | 1 351 448                      | 1,33%                          |
| Votos nulos                    | Votos nulos                     | 5 931 752                     | 5,66%                         | 4 808 553                      | 4,71%                          |
| Total                          | Total                           | 104 820 459                   | 83,25%                        | 101 998 221                    | 81,01%                         |
| Abstenções                     | Abstenções                      | 21 092 675                    | 16,75%                        | 23 914 714                     | 18,99%                         |
| Total de inscritos             | Total de inscritos              | 125 913 134                   | 66,02%                        | 125 912 935                    | 66,02%                         |
| População nacional estimada    | População nacional estimada     | 190 698 241                   | 100%                          | 190 698 241                    | 100%                           |

| Partido | Partido | Candidato | Votos      | Votos (%) |
| ------- | ------- | --------- | ---------- | --------- |
|         | PT      | Lula      | 46 662 365 | 48,61%    |
|         | PSDB    | Alckmin   | 39 968 369 | 41,64%    |
|         | PSOL    | Helena    | 6 575 393  | 6,85%     |
|         | PDT     | Buarque   | 2 538 844  | 2,64%     |
|         | PRP     | Ana       | 126 404    | 0,13%     |
|         | PSDC    | Eymael    | 63 294     | 0,07%     |
|         | PSL     | Bivar     | 62 064     | 0,06%     |
|         | PCO     | Rui       | 0          | 0%        |
| Totais  | Totais  | Totais    | 95 996 733 |           |

| Partido | Partido | Candidato | Votos      | Votos (%) |
| ------- | ------- | --------- | ---------- | --------- |
|         | PT      | Lula      | 58 295 042 | 60,83%    |
|         | PSDB    | Alckmin   | 37 543 178 | 39,17%    |
| Totais  | Totais  | Totais    | 95 838 220 |           |

### Primeiro turno

Segundo os resultados do primeiro turno:
Estados onde Lula venceu
Estados onde Alckmin venceu

- O Espírito Santo foi o primeiro estado a concluir a apuração, às 21h41 de 1 de outubro de 2006.
- Luiz Inácio Lula da Silva (PT) venceu em dezesseis estados, predominantemente nas regiões Norte e Nordeste, Geraldo Alckmin (PSDB) venceu em dez estados e no Distrito Federal, predominantemente nas regiões Sul e Centro-Oeste.[5]
- Foi confirmado o segundo turno entre os candidatos à presidência Luiz Inácio Lula da Silva (PT) e Geraldo Alckmin (PSDB).[6]
- Entre os brasileiros que vivem no exterior, Geraldo Alckmin obteve 44,82% dos votos contra 39,80% de Luiz Inácio Lula da Silva.

|  | Estados onde Luiz Inácio Lula da Silva venceu |
|  | Estados onde Geraldo Alckmin venceu           |

| Estado              | Eleitorado  | Abstenção  | %      | Lula       | %      | Alckmin    | %      | Heloísa   | %      | Outros    | %     | Votos brancos | %     | Votos nulos | %     |
| ------------------- | ----------- | ---------- | ------ | ---------- | ------ | ---------- | ------ | --------- | ------ | --------- | ----- | ------------- | ----- | ----------- | ----- |
| Acre                | 412 840     | 78 422     | 19,00% | 133 221    | 42,62% | 161 889    | 51,79% | 13 082    | 4,18%  | 4 414     | 1,42% | 4 018         | 1,20% | 17 794      | 5,32% |
| Alagoas             | 1 859 487   | 345 737    | 18,59% | 625 162    | 46,63% | 506 722    | 37,79% | 178 557   | 13,32% | 30 274    | 2,26% | 48 020        | 3,17% | 125 015     | 8,26% |
| Amapá               | 360 614     | 51 487     | 14,28% | 160 675    | 54,40% | 95 070     | 32,19% | 29 711    | 10,06% | 9 923     | 3,36% | 2 474         | 0,80% | 11 274      | 3,65% |
| Amazonas            | 1 781 316   | 316 270    | 17,76% | 1 070 656  | 78,06% | 170 785    | 12,45% | 90 479    | 6,60%  | 39 588    | 2,89% | 18 792        | 1,28% | 74 676      | 5,10% |
| Bahia               | 9 109 353   | 1 884 249  | 20,68% | 4 293 200  | 66,65% | 1 676 484  | 26,03% | 276 325   | 4,29%  | 195 048   | 3,03% | 201 151       | 2,78% | 582 896     | 8,07% |
| Ceará               | 5 361 581   | 932 013    | 17,38% | 2 852 895  | 71,22% | 912 726    | 22,79% | 148 886   | 3,72%  | 90 991    | 2,28% | 93 891        | 2,12% | 330 179     | 7,45% |
| Distrito Federal    | 1 655 050   | 229 750    | 13,88% | 499 407    | 37,05% | 594 521    | 44,11% | 165 420   | 12,27% | 88 457    | 6,57% | 21 237        | 1,49% | 56 258      | 3,95% |
| Espírito Santo      | 2 336 133   | 393 284    | 16,83% | 953 609    | 52,97% | 668 792    | 37,15% | 107 172   | 5,95%  | 70 821    | 3,94% | 51 476        | 2,65% | 90 979      | 4,68% |
| Goiás               | 3 734 185   | 640 034    | 17,14% | 1 143 122  | 40,17% | 1 465 628  | 51,50% | 179 102   | 6,29%  | 58 209    | 2,05% | 67 409        | 2,18% | 180 681     | 5,84% |
| Maranhão            | 3 920 608   | 817 081    | 20,84% | 2 128 103  | 75,50% | 530 164    | 18,81% | 80 749    | 2,86%  | 79 582    | 2,82% | 55 177        | 1,78% | 229 752     | 7,40% |
| Mato Grosso         | 1 940 270   | 390 654    | 20,13% | 557 244    | 38,65% | 790 320    | 54,82% | 59 201    | 4,11%  | 34 871    | 2,42% | 28 575        | 1,84% | 79 405      | 5,12% |
| Mato Grosso do Sul  | 1 561 181   | 272 233    | 17,44% | 439 965    | 35,99% | 687 583    | 56,25% | 68 112    | 5,57%  | 26 802    | 2,19% | 17 422        | 1,35% | 49 064      | 3,81% |
| Minas Gerais        | 13 679 738  | 2 447 141  | 17,89% | 5 192 439  | 50,80% | 4 151 507  | 40,62% | 579 920   | 5,67%  | 296 707   | 2,90% | 384 798       | 3,43% | 627 226     | 5,58% |
| Pará                | 4 157 735   | 824 058    | 19,82% | 1 631 569  | 51,78% | 1 310 437  | 41,59% | 149 278   | 4,74%  | 59 392    | 1,89% | 53 781        | 1,61% | 129 220     | 3,88% |
| Paraíba             | 2 573 766   | 419 613    | 16,30% | 1 258 341  | 65,31% | 537 042    | 27,87% | 80 351    | 4,17%  | 50 920    | 2,65% | 57 181        | 2,65% | 170 318     | 7,91% |
| Paraná              | 7 121 257   | 1 153 861  | 16,20% | 2 111 589  | 37,90% | 2 953 572  | 53,01% | 301 688   | 5,41%  | 204 569   | 3,67% | 145 476       | 2,44% | 250 502     | 4,20% |
| Pernambuco          | 5 834 512   | 1 064 542  | 18,25% | 2 993 618  | 70,93% | 964 730    | 22,86% | 157 966   | 3,74%  | 104 030   | 2,46% | 178 589       | 3,74% | 371 037     | 7,78% |
| Piauí               | 2 073 504   | 334 856    | 16,15% | 1 055 600  | 67,28% | 440 063    | 28,05% | 38 867    | 2,48%  | 34 423    | 2,18% | 33 700        | 1,94% | 135 995     | 7,82% |
| Rio de Janeiro      | 10 891 293  | 1 635 603  | 15,02% | 4 092 648  | 49,18% | 2 402 076  | 28,86% | 1 425 699 | 17,13% | 402 110   | 4,83% | 292 369       | 3,16% | 640 788     | 6,92% |
| Rio Grande do Norte | 2 101 144   | 311 232    | 14,81% | 952 796    | 60,17% | 499 934    | 31,57% | 81 185    | 5,13%  | 49 630    | 3,13% | 49 368        | 2,76% | 156 999     | 8,77% |
| Rio Grande do Sul   | 7 750 583   | 1 073 755  | 13,85% | 2 052 656  | 33,07% | 3 460 730  | 55,76% | 439 959   | 7,09%  | 253 396   | 4,08% | 214 245       | 3,21% | 255 842     | 3,83% |
| Rondônia            | 988 631     | 202 715    | 20,50% | 329 598    | 45,06% | 344 096    | 47,04% | 40 753    | 5,57%  | 16 973    | 2,32% | 13 595        | 1,73% | 40 901      | 5,20% |
| Roraima             | 233 596     | 34 357     | 14,71% | 49 433     | 26,15% | 112 908    | 59,73% | 22 034    | 11,66% | 4 647     | 2,46% | 2 193         | 1,10% | 8 024       | 4,03% |
| Santa Catarina      | 4 168 495   | 580 322    | 13,92% | 1 108 851  | 33,22% | 1 889 277  | 56,61% | 220 431   | 6,60%  | 119 063   | 3,57% | 85 003        | 2,37% | 165 548     | 4,61% |
| São Paulo           | 28 037 734  | 4 265 836  | 15,21% | 8 091 867  | 36,77% | 11 927 802 | 54,20% | 1 558 639 | 7,08%  | 430 735   | 1,96% | 709 170       | 2,98% | 1 053 685   | 4,43% |
| Sergipe             | 1 299 785   | 188 227    | 14,48% | 476 399    | 47,33% | 446 454    | 44,36% | 62 544    | 6,21%  | 21 068    | 2,09% | 28 229        | 2,54% | 76 864      | 6,91% |
| Tocantins           | 882 728     | 160 646    | 18,20% | 392 151    | 58,62% | 249 544    | 37,31% | 15 989    | 2,39%  | 11 244    | 1,68% | 7 603         | 1,05% | 45 551      | 6,31% |
| Total               | 125 913 134 | 21 092 675 | 16,75% | 46 662 365 | 48,61% | 39 968 369 | 41,64% | 6 575 393 | 6,85%  | 2 790 606 | 2,90% | 2 866 205     | 2,73% | 5 957 521   | 5,68% |

### Segundo turno

Segundo os resultados do 2° Turno:
Estados onde Luiz Inácio Lula da Silva venceu (19 + DF)
Estados onde Alckmin venceu (7)

Candidato mais votado por região no segundo turno:
Lula - 4 regiões
Alckmin - 1 região

O então presidente Luiz Inácio Lula da Silva foi reeleito em segundo turno para mais quatro anos de governo no Brasil.

Lula obteve 58.295.042 votos (60,83% dos votos válidos), contra 37.543.178 (39,17%) de Geraldo Alckmin, que, por sua vez, registrou um marco histórico ao receber menos votos no segundo turno em relação ao primeiro. No segundo turno o TSE divulgou que foram realizadas 441 prisões, contra 932 do primeiro turno.

Resultados eleitorais no segundo turno por município. Em azul, onde Geraldo Alckmin venceu; em vermelho, onde Luiz Inácio Lula da Silva venceu.

#### Por unidade federativa
| Estado              | Eleitorado  | Abstenção  | %      | Lula       | %      | Alckmin    | %      | Votos brancos | %     | Votos nulos | %     |
| ------------------- | ----------- | ---------- | ------ | ---------- | ------ | ---------- | ------ | ------------- | ----- | ----------- | ----- |
| Acre                | 412 840     | 114 177    | 27,66% | 151 584    | 52,36% | 137 911    | 47,64% | 1 899         | 0,64% | 7 269       | 2,43% |
| Alagoas             | 1 859 487   | 455 444    | 24,49% | 822 505    | 61,45% | 516 059    | 38,55% | 15 587        | 1,11% | 49 892      | 3,55% |
| Amapá               | 360 614     | 81 020     | 22,47% | 191 698    | 70,40% | 80 601     | 29,60% | 1 779         | 0,64% | 5 516       | 1,97% |
| Amazonas            | 1 781 316   | 411 199    | 23,09% | 1 159 709  | 86,80% | 176 338    | 13,20% | 8 456         | 0,62% | 25 392      | 1,85% |
| Bahia               | 9 109 353   | 2 121 745  | 23,29% | 5 188 314  | 78,08% | 1 456 417  | 21,92% | 75 653        | 1,08% | 267 177     | 3,82% |
| Ceará               | 5 361 581   | 1 076 504  | 20,08% | 3 394 007  | 82,38% | 725 990    | 17,62% | 38 672        | 0,90% | 126 408     | 2,95% |
| Distrito Federal    | 1 655 050   | 259 284    | 15,67% | 765 008    | 56,96% | 578 137    | 43,04% | 15 578        | 1,12% | 37 043      | 2,65% |
| Espírito Santo      | 2 336 133   | 451 699    | 19,34% | 1 190 459  | 65,54% | 625 852    | 34,46% | 24 319        | 1,29% | 43 804      | 2,32% |
| Goiás               | 3 734 185   | 762 775    | 20,43% | 1 485 280  | 54,78% | 1 226 011  | 45,22% | 37 096        | 1,25% | 223 023     | 7,51% |
| Maranhão            | 3 920 608   | 947 517    | 24,17% | 2 280 520  | 84,63% | 414 108    | 15,37% | 24 518        | 0,82% | 253 945     | 8,54% |
| Mato Grosso         | 1 940 270   | 468 306    | 24,14% | 711 177    | 49,69% | 719 984    | 50,31% | 11 158        | 0,76% | 29 645      | 2,01% |
| Mato Grosso do Sul  | 1 561 181   | 335 791    | 21,51% | 535 966    | 44,98% | 655 491    | 55,02% | 8 677         | 0,71% | 25 256      | 2,06% |
| Minas Gerais        | 13 679 738  | 2 683 640  | 19,62% | 6 808 417  | 65,19% | 3 635 228  | 34,81% | 156 832       | 1,43% | 395 621     | 3,60% |
| Pará                | 4 157 735   | 1 003 679  | 24,14% | 1 840 154  | 60,12% | 1 220 564  | 39,88% | 22 357        | 0,71% | 70 981      | 2,25% |
| Paraíba             | 2 573 766   | 441 170    | 17,14% | 1 478 378  | 75,01% | 492 524    | 24,99% | 27 087        | 1,27% | 134 607     | 6,31% |
| Paraná              | 7 121 257   | 1 250 661  | 17,56% | 2 663 423  | 49,25% | 2 744 697  | 50,75% | 79 667        | 1,36% | 382 809     | 6,52% |
| Pernambuco          | 5 834 512   | 1 163 388  | 19,94% | 3 260 996  | 78,48% | 894 062    | 21,52% | 85 958        | 1,84% | 430 108     | 9,21% |
| Piauí               | 2 073 504   | 424 117    | 20,45% | 1 216 842  | 77,32% | 356 879    | 22,68% | 13 545        | 0,82% | 62 121      | 3,77% |
| Rio de Janeiro      | 10 891 293  | 1 889 377  | 17,35% | 5 532 284  | 69,69% | 2 406 487  | 30,31% | 191 676       | 2,13% | 871 469     | 9,68% |
| Rio Grande do Norte | 2 101 144   | 351 506    | 16,73% | 1 099 150  | 69,73% | 477 212    | 30,27% | 25 800        | 1,47% | 147 476     | 8,43% |
| Rio Grande do Sul   | 7 750 583   | 1 197 001  | 15,44% | 2 811 658  | 44,65% | 3 485 916  | 55,35% | 108 626       | 1,66% | 147 382     | 2,25% |
| Rondônia            | 988 631     | 251 191    | 25,41% | 397 327    | 55,33% | 320 806    | 44,67% | 5 040         | 0,68% | 14 267      | 1,93% |
| Roraima             | 233 596     | 54 842     | 23,48% | 66 932     | 38,51% | 106 890    | 61,49% | 1 291         | 0,72% | 3 641       | 2,04% |
| Santa Catarina      | 4 168 495   | 635 219    | 15,24% | 1 481 344  | 45,47% | 1 776 776  | 54,53% | 49 146        | 1,39% | 226 010     | 6,40% |
| São Paulo           | 28 037 734  | 4 579 144  | 16,33% | 10 684 776 | 47,74% | 11 696 938 | 52,26% | 303 249       | 1,29% | 773 627     | 3,30% |
| Sergipe             | 1 299 785   | 235 797    | 18,14% | 611 337    | 60,16% | 404 897    | 39,84% | 12 652        | 1,19% | 35 102      | 3,30% |
| Tocantins           | 882 728     | 223 319    | 25,30% | 447 849    | 70,27% | 189 491    | 29,73% | 4 145         | 0,63% | 17 924      | 2,72% |
| Total               | 125 912 935 | 23 914 714 | 18,99% | 58 295 042 | 60,83% | 37 543 178 | 39,17% | 1 351 448     | 1,33% | 4 808 553   | 4,71% |

## Candidaturas
A escolha presidencial no Brasil é feita em dois turnos nas ocasiões em que nenhum dos candidatos alcança a maioria simples dos votos válidos (50% mais um voto), sendo eleito no segundo turno o candidato com maior número de votos. Todos os candidatos que possuem cargo executivo (exceto os candidatos à reeleição) devem se desincompatibilizar (ou seja, abrir mão do cargo) até 2 de abril, de modo a concorrer a qualquer cargo, segundo norma do Tribunal Superior Eleitoral (TSE). Quase nenhum partido lançou mão de eleições primárias e seus candidatos foram escolhidos por meio de convenções internas a realizadas no primeiro semestre de 2006.
Antes mesmo do período eleitoral brasileiro ter início, vários partidos buscaram apoio de outros partidos. O motivo que costuma despertar tal interesse nos partidos maiores costuma ser a somatória de tempo disponível para as propagandas gratuitas em rádio e em televisão: cada partido tem direito a um tempo mínimo específico mais um tempo calculado a partir do número de deputados federais eleitos pela legenda. Partidos menores procuram legendas de maior porte para tentar driblar a cláusula de barreira eleitoral, que limita a participação de "partidos nanicos" no Congresso Nacional.
Primeiro turno
Partido da Causa Operária (PCO)
Teve candidatura própria para a disputa, uma vez que o partido discorda de posicionamentos ideológicos das demais legendas (especialmente PT e PSTU, as que mais são criticadas em artigos veiculados em seu website). Rui Costa Pimenta é escolhido novamente para disputar a presidência pela legenda. Seu vice foi Pedro Paulo de Abreu Pinheiro. A candidatura de Rui Costa Pimenta correu risco sofrer processo de impugnação e foi suspensa até a última semana, quando o programa eleitoral de Rui Costa Pimenta voltou a veicular.
Partido Democrático Trabalhista (PDT)
O partido desistiu de possível coligação com o PPS e o PV e lançou como candidato o senador Cristovam Buarque, do Distrito Federal, que deixou o PT em 2005, formando uma chapa com o também senador e pedetista Jefferson Péres, do Amazonas.
Partido Republicano Progressista (PRP)
A cientista política Ana Maria Rangel foi a candidata do partido à presidência da República.
Partido da Social Democracia Brasileira (PSDB)
O principal partido de oposição anunciou Geraldo Alckmin, governador do estado de São Paulo que renunciou ao cargo para poder concorrer à presidência, como seu candidato para as eleições de 2006. Em 11 de junho de 2006 esse anúncio foi confirmado na Convenção Nacional do partido. O então senador de Pernambuco José Jorge, do PFL, foi o candidato a vice-presidente de sua chapa. Alckmin foi ao segundo turno com Lula, mas não se elegeu.
César Maia, prefeito da cidade do Rio de Janeiro, desistiu de sua candidatura para apoiar Geraldo Alckmin. Apesar de desentendimentos pontuais quanto a questões estaduais e circunstâncias políticas (tais como as ondas de violência em São Paulo desde maio de 2006), a aliança dos dois foi firmada na chamada "Coligação por um Brasil Decente", composta apenas pelos dois partidos. No entanto, o Partido Popular Socialista (PPS) os apoia informalmente (e coligou-se oficialmente com os dois partidos em alguns estados).
Partido Social Democrata Cristão (PSDC)
Homologou a candidatura do ex-deputado José Maria Eymael à Presidência da República.
Partido Social Liberal (PSL)
Como outros partidos de menor expressão, teve candidatura própria à Presidência da República. Lançou como candidato o empresário Luciano Bivar, com o objetivo de dar maior visibilidade ao partido para que este consiga cumprir a cláusula de barreira - que não foi atingida. Esta cláusala define um percentual dos votos nas eleições para deputado federal a ser alcançado para que um partido não perca direito a alguns benefícios a partir do ano seguinte.
Partido Socialismo e Liberdade (PSOL)
Heloísa Helena, senadora, fundou o PSOL e anunciou sua candidatura após ter sido expulsa do PT. O nome da senadora foi oficializado pelo partido no dia 28 de maio. O seu vice é o economista César Benjamin, também do PSOL e egresso do PT, do qual foi fundador.
O Partido Socialista dos Trabalhadores Unificado (PSTU) e Partido Comunista Brasileiro (PCB) formam com o PSOL uma coligação nacional chamada Frente de Esquerda.
Partido dos Trabalhadores (PT)
O candidato do partido é o presidente Luiz Inácio Lula da Silva, eleito em 2002 e que concorre à reeleição. A nova candidatura foi lançada em 24 de junho de 2006. Lula veio a ser reeleito no segundo turno.
O partido aliou-se com o Partido Republicano Brasileiro (PRB, atual Republicanos, do vice José Alencar) e o Partido Comunista do Brasil (PC do B), formando a coligação "A Força do Povo".

## Pesquisas
Segundo turno
30 de setembro
- Simulação de segundo turno entre Luiz Inácio Lula da Silva e Geraldo Alckmin

- Margem de erro: 2 pontos percentuais para mais ou para menos
- Total de entrevistados: 7.528
- Número de registro: 18053/06

27 de setembro
- Simulação de segundo turno entre Luiz Inácio Lula da Silva e Geraldo Alckmin

- Margem de erro: 2 pontos percentuais para mais ou para menos
- Total de entrevistados:  7.528
- Número de registro: 18053/06

22 de setembro
- Simulação de segundo turno entre Luiz Inácio Lula da Silva e Geraldo Alckmin

- Margem de erro: 2 pontos percentuais para mais ou para menos
- Total de entrevistados: 3.010
- Número de registro: 18053/06

Primeiro turno
30 de setembro
- Os demais candidatos não alcançaram 1% das intenções de voto.
- Margem de erro: 2 pontos percentuais para mais ou para menos
- Total de entrevistados: 7.528
- Número de registro: 18053/06

21 de setembro
- Os demais candidatos não alcançaram 1% das intenções de voto
- Margem de erro: 3.0 pontos percentuais para mais ou para menos
- Total de entrevistados: 3.010
- Número de registro: 18052/06

8 de setembro
- Os demais candidatos não alcançaram 1% das intenções de voto.
- Margem de erro: 2.0 pontos percentuais para mais ou para menos.
- Total de entrevistados: 3.010
- Número de registro: 15882/06

## Influência da mídia
A pesquisa de doutorado  de Pedro Santos Mundim avaliou os efeitos no comportamento eleitoral das eleições presidenciais de 2002 e 2006, a partir de dados de quatro grandes jornais de grande circulação no Brasil. Os jornais trabalhados foram: Folha de S.Paulo, O Estado de S. Paulo, O Globo e Jornal do Brasil.
A pesquisa utilizou estudos anteriores sobre a cobertura eleitoral referente aos presidenciáveis veiculada nesses quatro jornais, assim como também se valeu de dados das pesquisas de intenção de voto do Ibope e do Datafolha. Com essas informações foi possível cruzar as informações "negativas" e "positivas" sobre os candidatos com as intenções de voto neles ao longo da campanha.
Através de um modelo matemático, o autor realizou esse cruzamento utilizando resultado das variações de intenções de voto dos principais candidatos à presidência em 2006.
De acordo com o trabalho, Geraldo Alckmin alcançou o posto de principal concorrente de Lula após a propaganda político-institucional do PSDB. O horário político eleitoral do segundo turno também foi importante para a imagem de Alckmin. Contudo, o desempenho nos quatro últimos debates na televisão prejudicaram o candidato tucano. Cristovam Buarque e Heloísa Helena conseguiram alguns votos dos chamados "indecisos", que assim o fizeram como forma de "protesto".
O artigo ainda aponta que a cobertura da imprensa, apesar de negativa, não teve impacto nas intenções de voto de Lula em 2006. Isso porque os eleitores de Lula que já estavam decididos, no começo da campanha, que iriam votar nele, não mudaram suas escolhas, a despeito da cobertura predominantemente negativa sobre o governo nos jornais durante o período eleitoral.
A avaliação retrospectiva dos quatro anos anteriores de governo Lula, entre 2002 e 2006, ou seja, conhecimento prévio do candidato por ele estar disputando a reeleição, funcionou como uma espécie de escudo contra a cobertura da imprensa do período.
Pedro Santos Mundim defende em outra pesquisa, a partir de dados demográficos, que a cobertura da imprensa contribuiu, no longo prazo, para o “realinhamento eleitoral” observado em 2006, principalmente no que se refere às bases que costumavam a votar em Lula nas eleições anteriores.
O pesquisador observou que parte do eleitorado, no caso  específico, dos mais escolarizados, moradores das regiões Sul e Sudeste, e mais ricos, tiveram uma tendência de voto em candidatos que faziam oposição ao Lula. O autor levanta, assim, a hipótese que houve influência da cobertura da imprensa nesse público ao longo das eleições (entre 2002 e 2006), pois esse é o perfil de eleitor que mais se expõe à mídia na busca por informação política.
Para corroborar com sua hipótese, Mundim usou dados pesquisas do Latin America Public Opinion Project - LAPOP, realizados em 2007 e 2008, em que ele observou que sua hipótese se confirmava: eleitores das classes mais altas, mais escolarizados e moradores das regiões Sul e Sudeste do Brasil, que tinham mais acesso ao conteúdo que a imprensa veiculava, foram os que mais mudaram seu comportamento eleitoral em relação às eleições anteriores, ratificando a ideia de que a cobertura da imprensa ajudou, ao longo dos anos, no realinhamento eleitoral das bases de Lula.
Com isso, os estudos de Pedro Mundim demonstram que, apesar da cobertura da imprensa em 2006 não ter conseguido alterar as intenções de voto em Lula, a sua influência ganha plausibilidade no longo prazo. Isso porque o público que mais intensamente se informa sobre política através da mídia foi justamente aquele que mais abandonou as bases eleitorais de Lula.

### Debates televisionados
|                        |                      |                              |
| Cristovam Buarque PDT  | Geraldo Alckmin PSDB | Heloísa Helena PSOL          |
|                        |                      |                              |
| José Maria Eymael PSDC | Luciano Bivar PSL    | Luiz Inácio Lula da Silva PT |

A eleição presidencial de 2006 de forma generalizada, foi interpretada por alguns analistas da conjuntura política brasileira como um plebiscito para que através do voto pautando a corrupção, avaliar se o candidato Lula (que se absteve a debater no primeiro turno com os candidatos Geraldo Alckmin, Heloísa Helena e Cristovam Buarque) possuiu participação, na eclosão de casos de corrupção como o mensalão.
O candidato à reeleição Luiz Inácio Lula da Silva informou a sua ausência no debate televisionado da Rede Globo no primeiro turno três horas antes do evento. A emissora deixou uma cadeira vazia e permitiu que os concorrentes fizessem perguntas que seriam dirigidas ao presidenciável ausente.[carece de fontes?] Na época o candidato Lula disse não se arrepender de ter se ausentado.
| Cronologia dos debates televisionados nas eleições presidenciais no Brasil de 2006 - Primeiro turno |                      | |                                                                       |                                                                                          |                     |
| Data do debate televisivo                                                                           | Mediadores           | Temas que nortearam o debate | Hóspede do debate                                                     | Localização do estúdios                                                                  | Horário             |
| 14 de agosto de 2006                                                                                | Ricardo Boechat      | Emprego, Saúde pública, Educação, Ausência do Presidente Lula e Segurança pública,                                                                                         | TV Bandeirantes, BandNews, BandNews FM São Paulo e Rádio Bandeirantes | São Paulo, SP Rua dos Radiantes, 13, Morumbi                                             | 21h00               |
| 14 de setembro de 2006                                                                              | Maria Lydia Flandoli | Educação, Administração pública, Agricultura, Habitação, Violação de sigilo bancário e saneamento básico                                                                   | TV Gazeta                                                             | São Paulo, SP Av. Paulista, 900 - Cerqueira César                                        | Durante a madrugada |
| 28 de setembro de 2006                                                                              | William Bonner       | Corrupção, Educação, Ausência do Presidente Lula, Energia e Educação | Rede Globo                                                            | Rio de Janeiro, RJ Central Globo de Produção Estrada dos Bandeirantes, 6700, Jacarepaguá | 22h30               |
| Cronologia dos debates televisionados nas eleição presidenciais no Brasil de 2006 - Segundo turno   |                      | |                                                                       |                                                                                          |                     |
| 8 de outubro de 2006                                                                                | Ricardo Boechat      | Privatização de estatais, segurança pública, aborto, corrupção | TV Bandeirantes, BandNews, BandNews FM São Paulo e Rádio Bandeirantes | São Paulo, SP Rua dos Radiantes, 13, Morumbi                                             | 20h30               |
| 19 de outubro de 2006                                                                               | Ana Paula Padrão     | Escândalo do dossiê, Privatizações, Saúde pública, Infraestrutura e Corrupção                                                                                              | SBT                                                                   | Osasco, SP CDT da Anhanguera Av. das Comunicações, 4, Anhanguera Industrial              | 21h00               |
| 23 de outubro de 2006                                                                               | Celso Freitas        | Escândalo do dossiê, DIstribuição de renda, Privatização, Segurança pública e Política externa                                                                             | Rede Record                                                           | São Paulo - SP Rua da Várzea, 240, Barra Funda                                           | 23h00               |
| 27 de outubro de 2006                                                                               | William Bonner       | O debate televisionado esteve norteado em modelo arquitetado nos Estados Unidos, baseado em 12 perguntas feitas por eleitores que se dizem estar na condição de indecisão. | Rede Globo/Portal G1                                                  | Rio de Janeiro, RJ Central Globo de Produção Estrada dos Bandeirantes, 6700, Jacarepaguá | 22h30               |